# Lijst van personen overleden in september 2014
Dit is een lijst van personen die overleden zijn in september 2014.

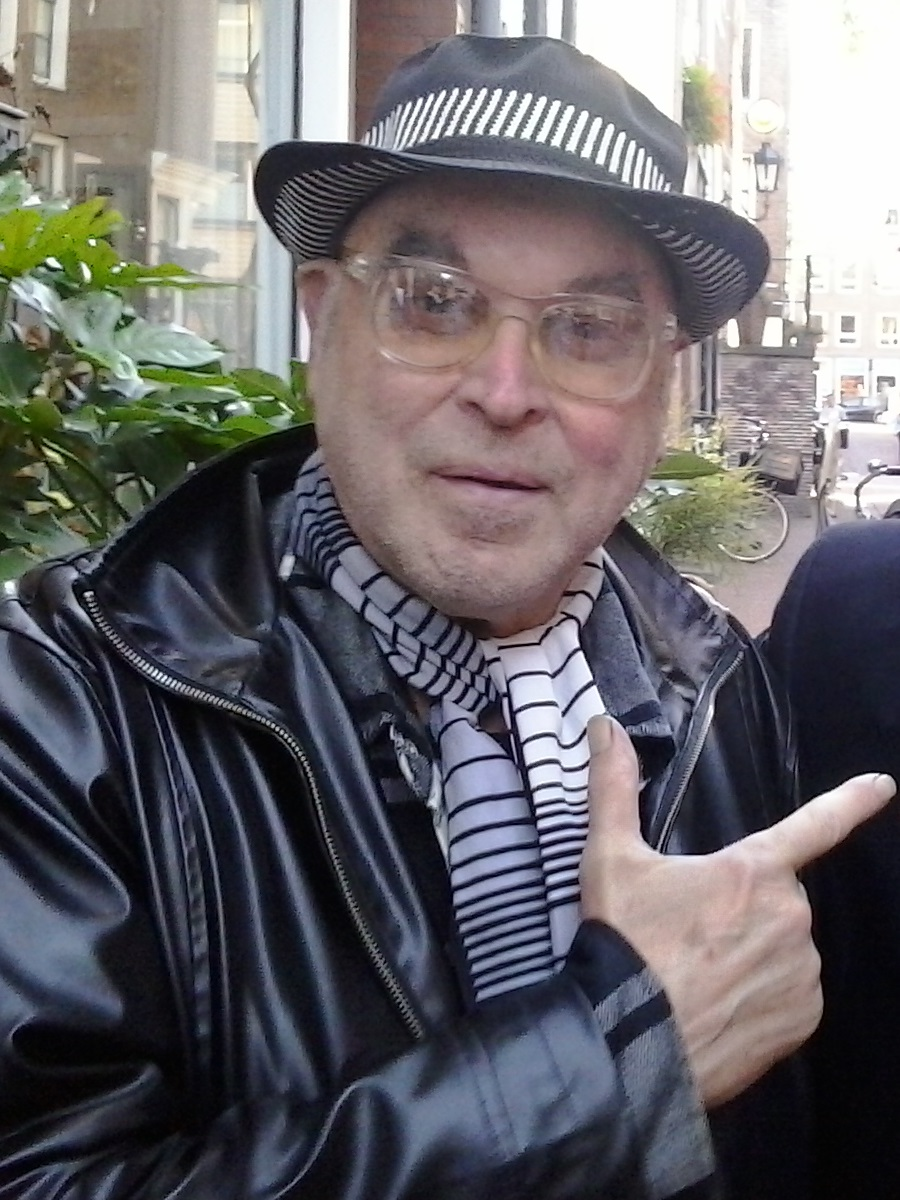
Ralph Wingens
3 september

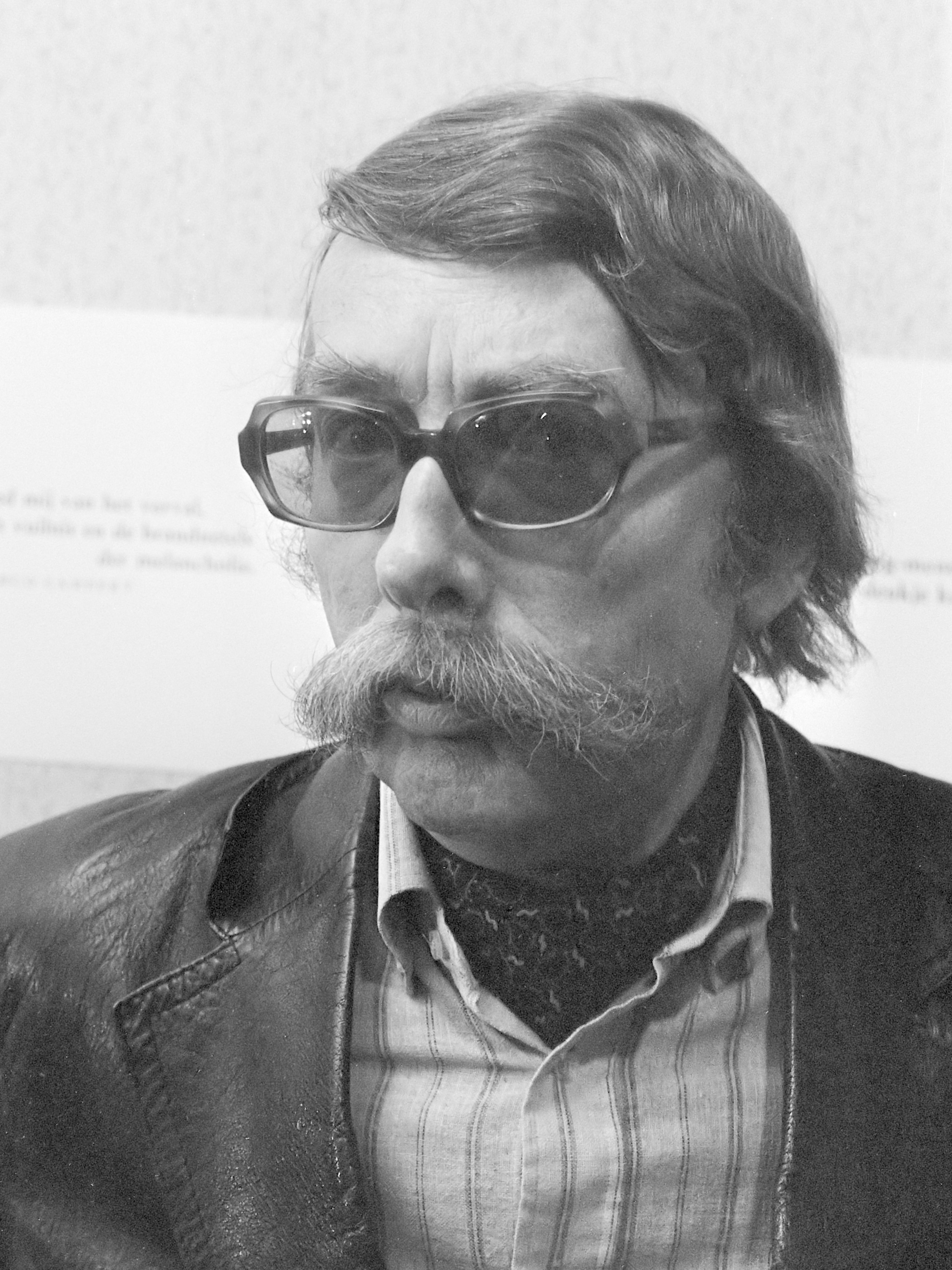
Gerrit Kouwenaar
4 september

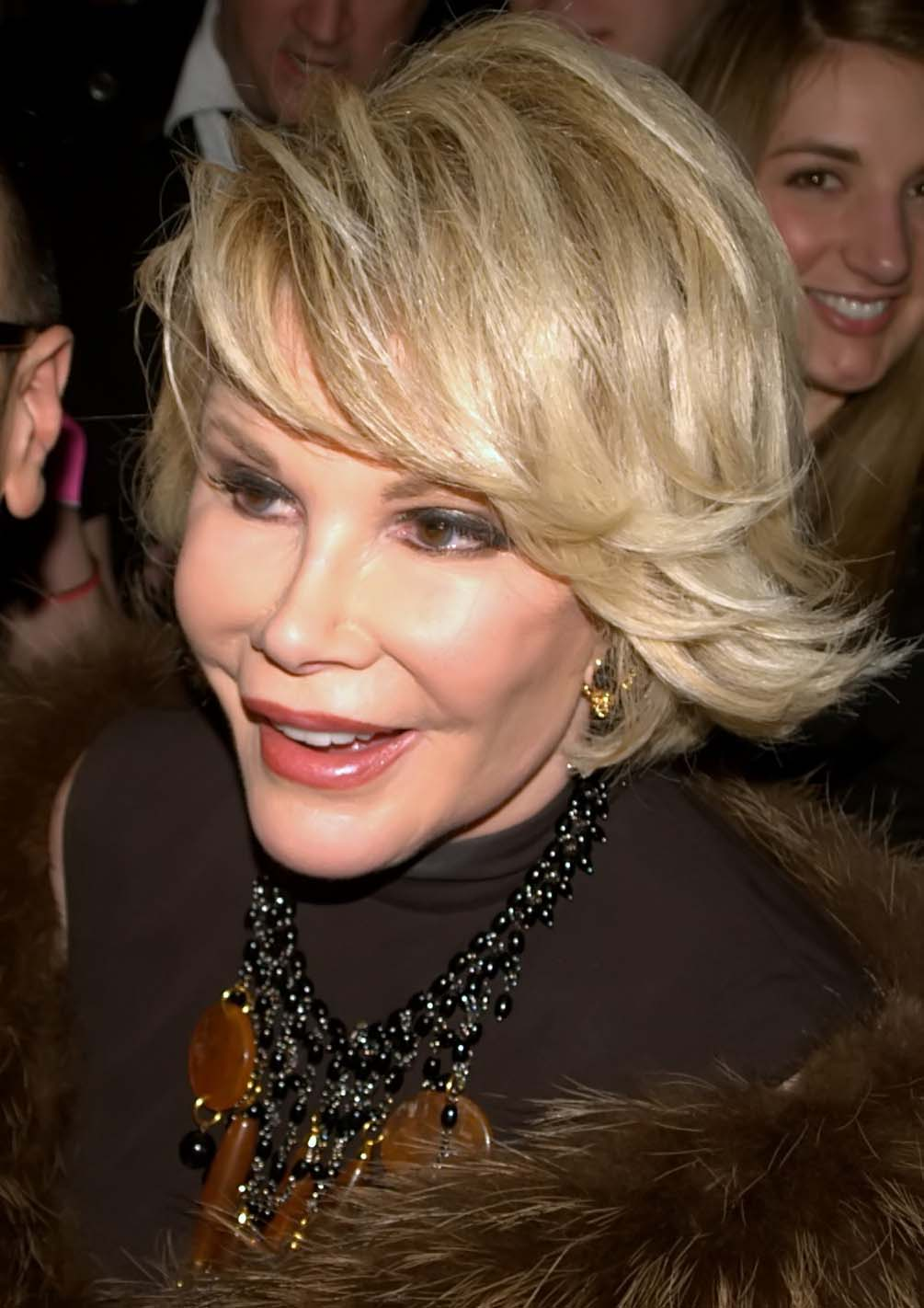
Joan Rivers
4 september

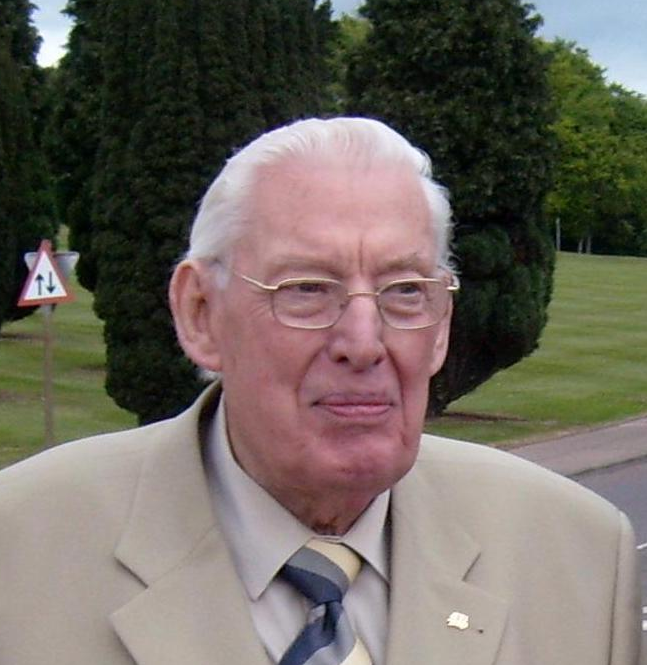
Ian Paisley
12 september

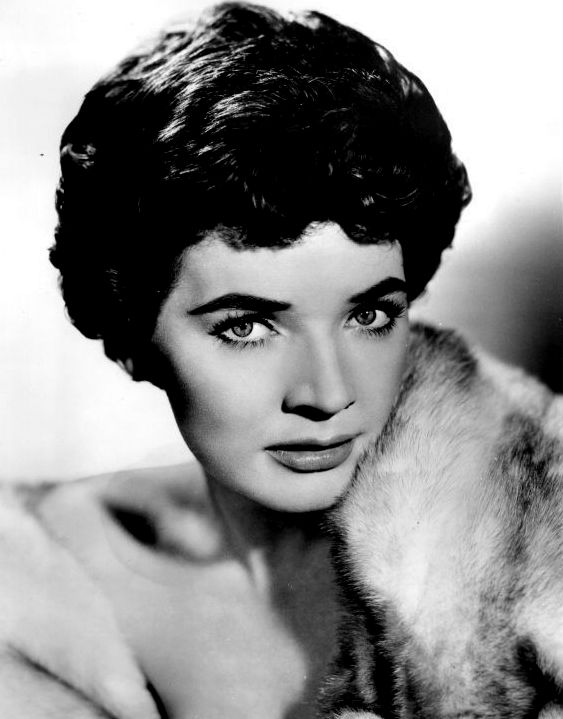
Polly Bergen
20 september

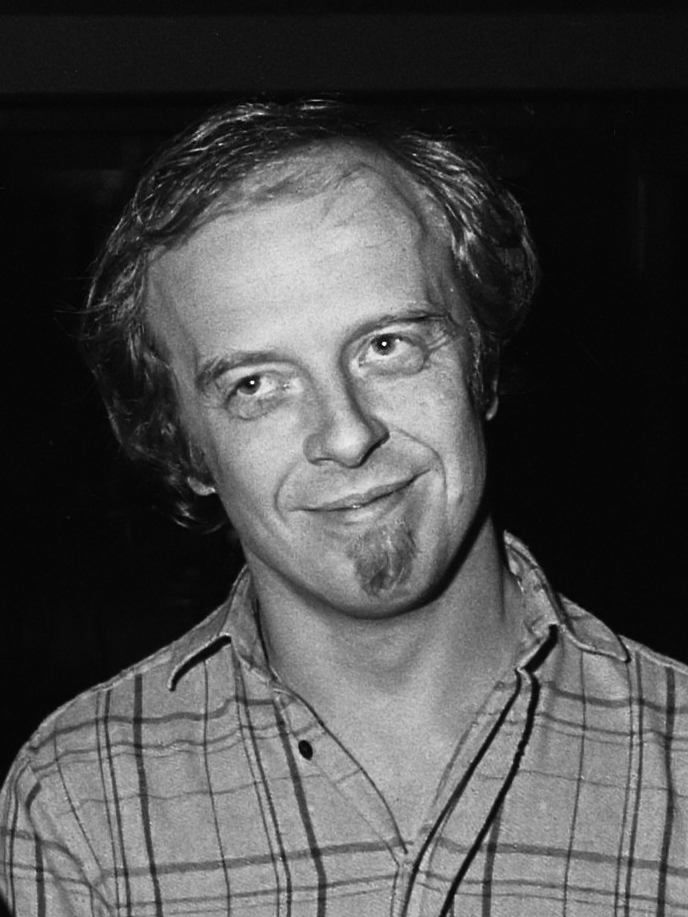
Erik van der Wurff
22 september

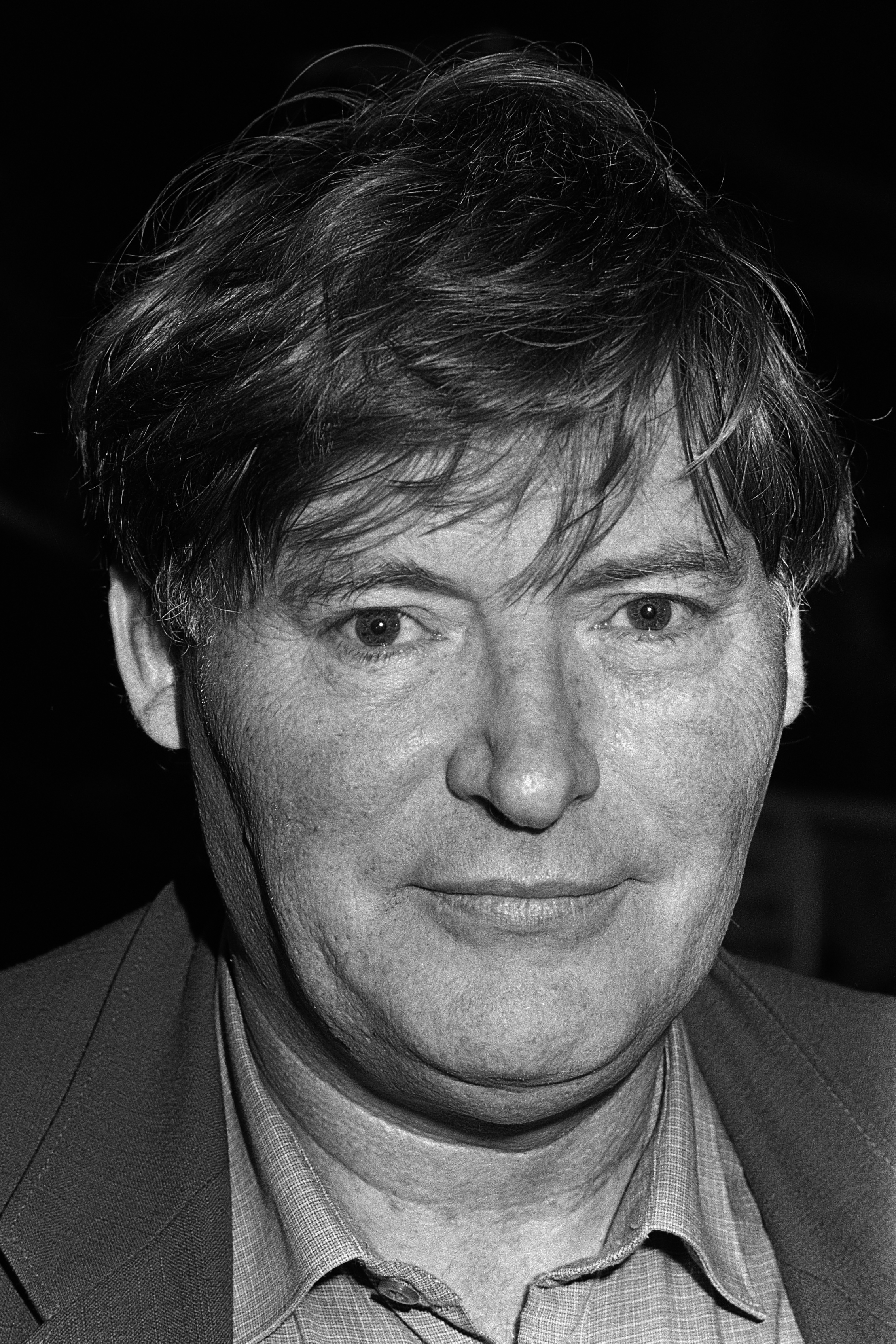
Wouter Gortzak
26 september

| 1 | 2 | 3 | 4 | 5 | 6 | 7 | 8 | 9 | 10 | 11 | 12 | 13 | 14 | 15 | 16 | 17 | 18 | 19 | 20 | 21 | 22 | 23 | 24 | 25 | 26 | 27 | 28 | 29 | 30 |
| - | - | - | - | - | - | - | - | - | -- | -- | -- | -- | -- | -- | -- | -- | -- | -- | -- | -- | -- | -- | -- | -- | -- | -- | -- | -- | -- |

### 1 september
- Ralf Bendix (90), Duits zanger en producer[1]
- Gottfried John (72), Duits acteur[2]

### 2 september
- Steven Sotloff (31), Israëlisch-Amerikaans journalist[3] (overlijden op 2 september bekend geworden)

### 3 september
- Ralph Wingens (71), Nederlands acteur[4]

### 4 september
- Gustavo Cerati (55), Argentijns artiest, singer-songwriter, gitarist en producent[5]
- Gerrit Kouwenaar (91), Nederlands journalist, vertaler en dichter[6]
- Wolfhart Pannenberg (85), Duits theoloog[7]
- Joan Rivers (81), Amerikaans comédienne, televisiepersoonlijkheid en actrice[8]

### 5 september
- Simone Battle (25), Amerikaans zangeres[9]
- Regina Cattrysse (103), Belgisch bestuurster[10]

### 6 september
- Kira Zvorykina (94), Oekraïens-Russisch schaakster[11]

### 7 september
- Fanny Godin (112), Belgisch supereeuwelinge en landsoudste persoon[12]
- Raul Gonzalez (83), Filipijns politicus[13]
- Yoshiko Otaka (94), Japans actrice en zangeres[14]

### 8 september
- Magda Olivero (104), Italiaans sopraan[15]
- Gerald Wilson (96), Amerikaans jazztrompettist, bigbandleider, componist en arrangeur[16]

### 10 september
- António Garrido (81), Portugees voetbalscheidsrechter[17]
- Richard Kiel (74), Amerikaans acteur[18]

### 11 september
- Bob Crewe (83), Amerikaans songwriter en producer[19]
- Antoine Duhamel (89), Frans componist[20]

### 12 september
- John Bardon (75), Brits acteur[21]
- Atif Obaid (82), Egyptisch minister-president[22]
- Ian Paisley (88), Noord-Iers politicus en dominee[23]
- Joe Sample (75), Amerikaans jazzpianist[24]

### 13 september
- Milan Galić (76), Joegoslavisch voetballer[25]
- Dmitri Sakoenenko (84), Russisch schaatser[26]

### 14 september
- Bruno Castanheira (37), Portugees wielrenner[27]

### 15 september
- Thomas Lenk (81), Duits beeldhouwer, graficus en tekenaar[28]

### 16 september
- Jef Lataster (92), Nederlands atleet[29]

### 18 september
- Olivier Vanneste (84), Belgisch econoom en gouverneur[30]

### 20 september
- Polly Bergen (84), Amerikaans actrice[31]
- Pino Cerami (92), Italiaans-Belgisch wielrenner[32]
- Peter de Clercq Zubli (81), Nederlands architect[33]
- Anton-Günther van Oldenburg (91), Duits hertog[34]
- George Sluizer (82), Nederlands filmregisseur en -producent[35]
- Erwin Sparendam (80), Surinaams-Nederlands voetballer[36]

### 22 september
- Flor Van Noppen (58), Belgisch politicus[37]
- Erik van der Wurff (69), Nederlands pianist en componist[38]

### 24 september
- Christopher Hogwood (73), Brits dirigent en klavecinist[39]

### 25 september
- Vladimir Dolbonosov (65), Sovjet-Russisch voetballer[40]
- Chief Wauben (95), Nederlands handbalcoach[41]

### 26 september
- Wouter Gortzak (83), Nederlands journalist en politicus[42]

### 27 september
- Sietje Gravendaal-Tammens (100), Nederlands verzetsstrijdster[43]
- Abdelmajid Lakhal (74), Tunesisch acteur en toneelregisseur[44]

### 28 september
- Ieke van den Burg (62), Nederlands politica[45]
- Bas Oudt (58), Nederlands grafisch ontwerper[46]
- Petr Skoumal (76), Tsjechisch componist[47]

### 30 september
- Élina Labourdette (95), Frans actrice[48]
- Martin Lewis Perl (87), Amerikaans natuurkundige[49]

1900 ·
1901 ·
1902 ·
1903 ·
1904 ·
1905 ·
1906 ·
1907 ·
1908 ·
1909 ·
1910 ·
1911 ·
1912 ·
1913 ·
1914 ·
1915 ·
1916 ·
1917 ·
1918 ·
1919 ·
1920 ·
1921 ·
1922 ·
1923 ·
1924 ·
1925 ·
1926 ·
1927 ·
1928 ·
1929 ·
1930 ·
1931 ·
1932 ·
1933 ·
1934 ·
1935 ·
1936 ·
1937 ·
1938 ·
1939 ·
1940 ·
1941 ·
1942 ·
1943 ·
1944 ·
1945 ·
1946 ·
1947 ·
1948 ·
1949 ·
1950 ·
1951 ·
1952 ·
1953 ·
1954 ·
1955 ·
1956 ·
1957 ·
1958 ·
1959 ·
1960 ·
1961 ·
1962 ·
1963 ·
1964 ·
1965 ·
1966 ·
1967 ·
1968 ·
1969 ·
1970 ·
1971 ·
1972 ·
1973 ·
1974 ·
1975 ·
1976 ·
1977 ·
1978 ·
1979 ·
1980 ·
1981 ·
1982 ·
1983 ·
1984 ·
1985 ·
1986 ·
1987 ·
1988 ·
1989 ·
1990 ·
1991 ·
1992 ·
1993 ·
1994 ·
1995 ·
1996 ·
1997 ·
1998 ·
1999 ·
2000 ·
2001 ·
2002 ·
2003 ·
2004 ·
2005 ·
2006 ·
2007 ·
2008 ·
2009 ·
2010 ·
2011 ·
2012 ·
2013 ·
2014 ·
2015 ·
2016 ·
2017 ·
2018 ·
2019 ·
2020 ·
2021 ·
2022 ·
2023 ·
2024 ·
2025